# Лутига розлога
Лутига розлога, лутига креслата (Atriplex patula L.) — вид рослин з роду лутига (Atriplex) родини амарантових (Amaranthaceae).

## Загальна біоморфологічна характеристика

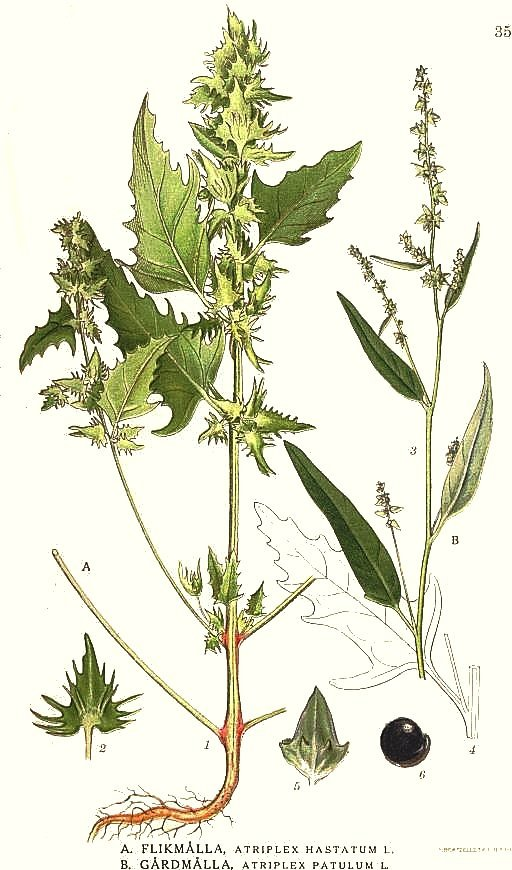
Ілюстрація лутиги розлогої у виданні Карла Акселя Магнуса Ліндмана «Bilder ur Nordens Flora» (1917–1926)

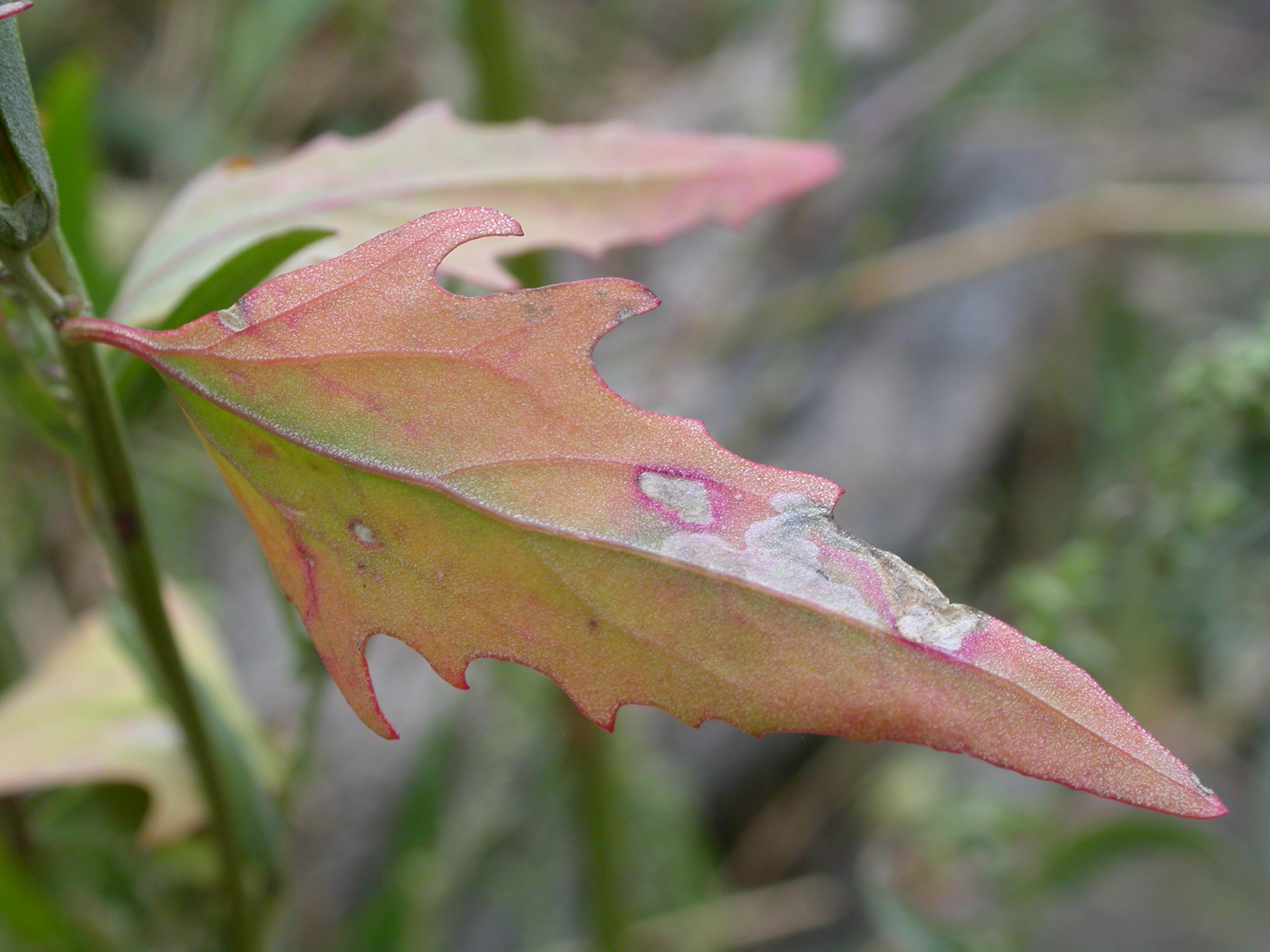
Листя лутиги розлогої

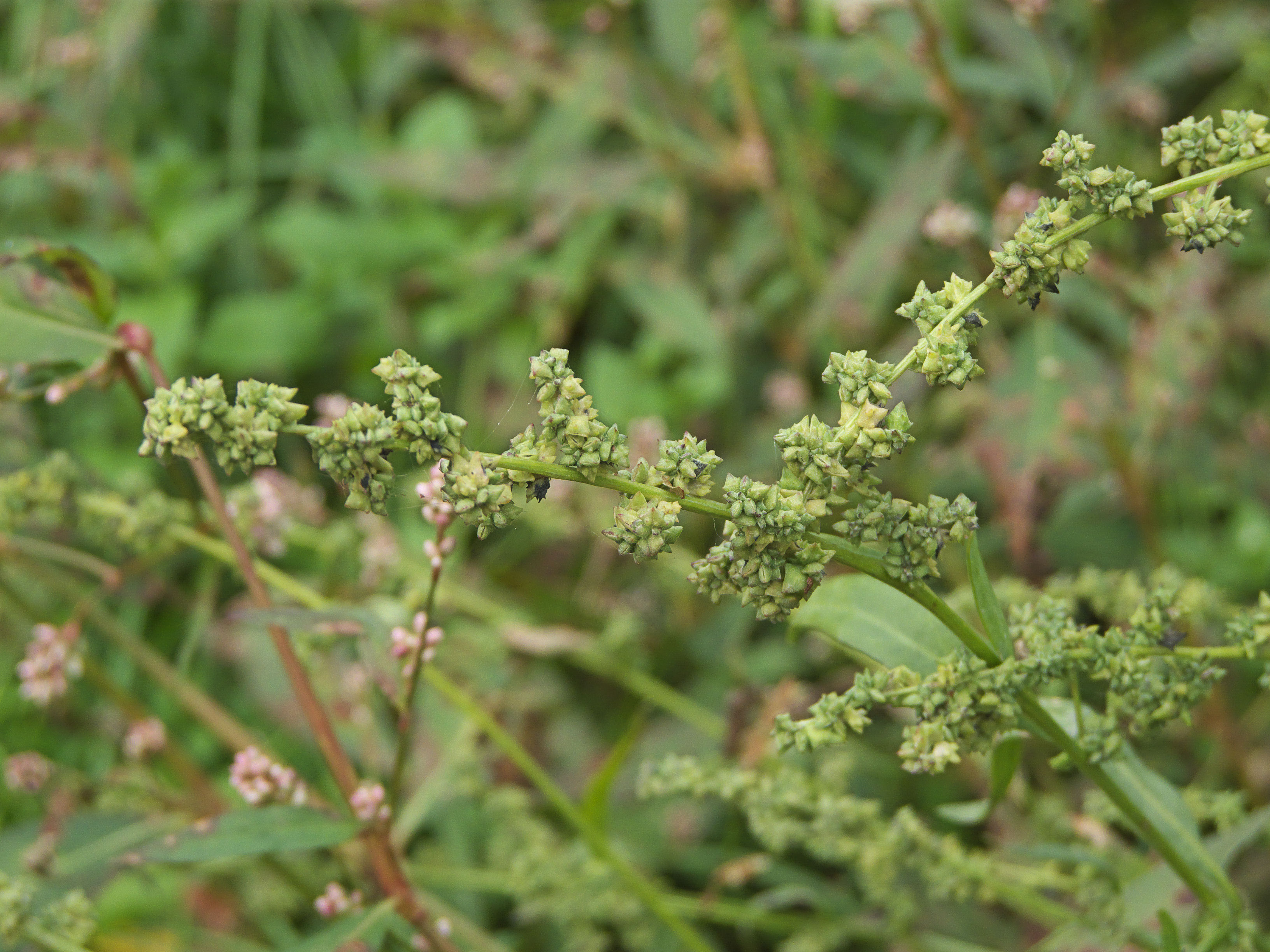
Суцвіття лутиги розлогої

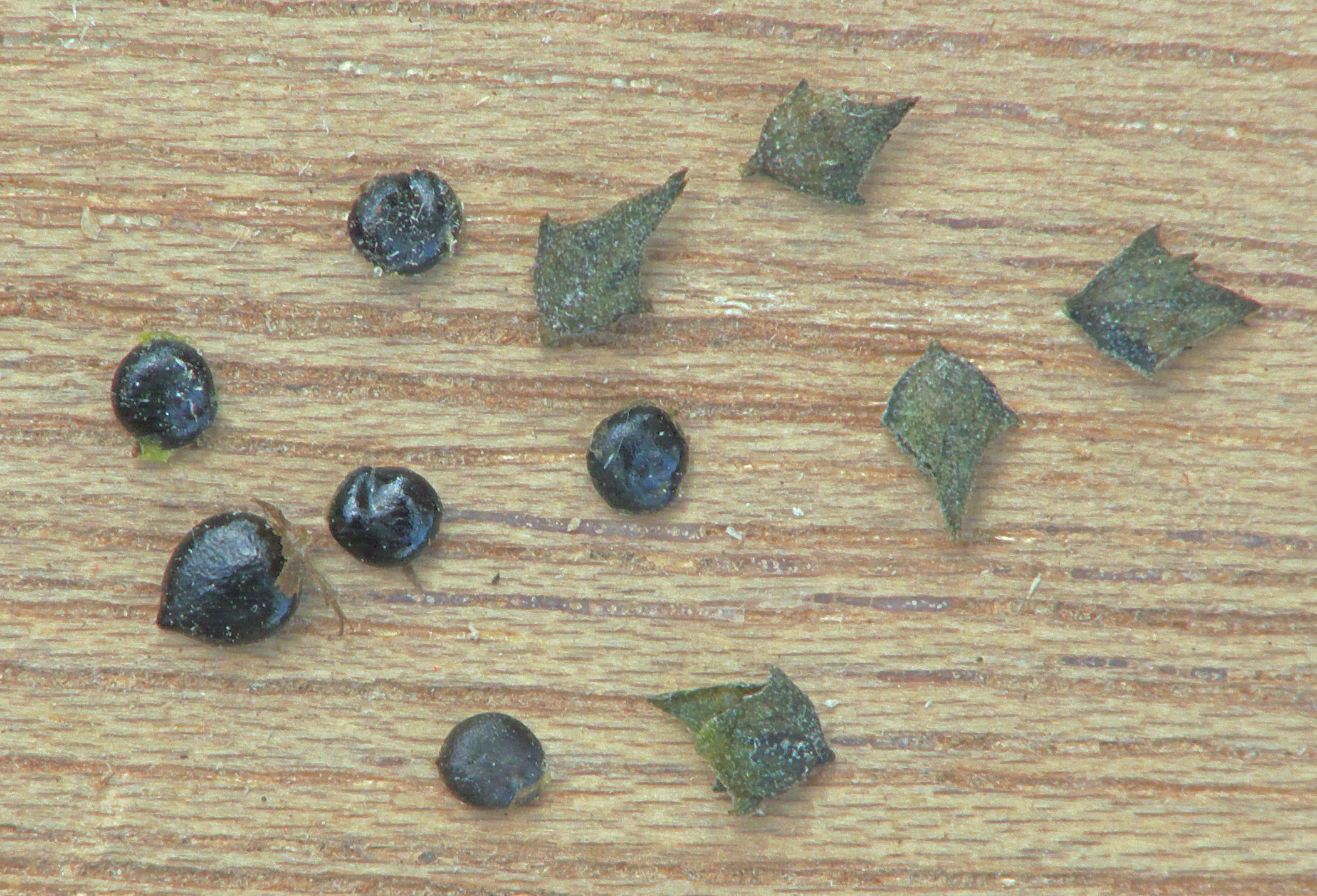
Плоди і насіння лутиги розлогої

Однорічна трав'яниста рослина 30-90 см заввишки з сильно розгалуженим коренем. Терофіт. Стебло висхідне або прямостояче, іноді з борошнистим нальотом. Гілки горизонтально віддалені і дугообразно спрямовані вгору, більш-менш довгі. Листя чергові, нижні довгасто-ромбічні, зубчасті, зі списовидною основою; верхні ланцетні або лінійно-ланцетні, зазвичай темно-зелені. Суцвіття колосовидно-волотисті, гілочки волоті короткі.Квітки обох статей або одностатеві, зібрані в клубочки, з борошнистим нальотом, утворюють складний колос, який у верхній частині може бути пониклим. Оцвітини немає, його замінюють два приквітка, широко-ромбічних, при основі списоподібно-подовжених, більш-менш зубчастих. Плоди на ніжках, які мають однакову з ними довжину. Насіння диморфне: чорне 1-2 мм в діаметрі і коричневе 2-З мм в діаметрі. Цвіте з липня по вересень.
Число хромосом: 2n = 36.

## Поширення

### Природний ареал
- Африка
  - Північна Африка: Алжир; Єгипет; Марокко; Туніс
- Азія
  - Західна Азія: Афганістан; Кіпр; Іран; Ліван; Сирія; Туреччина
  - Кавказ: Вірменія; Азербайджан; Грузія; Російська Федерація — Передкавказзя, Дагестан
  - Сибір: Алтайський край, Східний Сибір, Західний Сибір
  - Середня Азія: Казахстан (рідкісний); Узбекистан
  - Китай: Синьцзян
- Європа
  - Північна Європа: Данія; Фінляндія; Ірландія; Норвегія; Швеція; Об'єднане Королівство
  - Середня Європа: Австрія; Бельгія; Чехія; Німеччина; Угорщина; Нідерланди; Польща; Словаччина; Швейцарія
  - Східна Європа: Білорусь; Естонія; Латвія; Литва; Молдова; Російська Федерація — Європейська частина; Україна (вкл. Крим)
  - Південно-Східна Європа: Албанія; Боснія і Герцеговина; Болгарія; Хорватія; Греція (вкл. Крит); Італія вкл. Сардинія, Сицилія; Північна Македонія; Чорногорія; Румунія; Сербія; Словенія
  - Південно-Західна Європа: Франція (вкл. Корсика); Португалія; Іспанія (вкл. Балеарські острови)

### Інтродукція
- Африка
  - Макаронезія: Португалія — Азорські острови
  - Південна Африка: Південна Африка
- Австралія
  - Нова Зеландія
- Північна Америка
- Канада
- США
- Південна Америка
  - Аргентина — Буенос-Айрес, Санта-Фе; Чилі; Уругвай

## Екологія
Росте на багатих мінеральними солями місцях: уздовж доріг, на берегах річок, а також як бур'ян в городах, посівах, на луках, в садах, на полях.

## Застосування
Вирощують як овочеву культуру.
Хімічні властивості розлогої лутиги не вивчено.
У народній медицині лутигу розлогу застосовують як зміцнювальний засіб при геморої й подагрі, а при сухому й хронічному кашлі — як відхаркувальний засіб. Її використовують і при гінекологічних захворюваннях, при болях, мізерних менструаціях і при пологах (для полегшення виходу дитячого місця). В усіх перелічених випадках препарати з цієї рослини вживають усередину.
Зовнішньо застосовують свіже листя з лутиги розлогої при ранах.
Спосіб застосування: Відвар: 20,0-200,0; по одній склянці три рази на день.